# فرانك سبرينغر
فرانك سبرينغر (بالإنجليزية: Frank Springer)‏ هو فنان قصص مصورة أمريكي، ولد في 6 ديسمبر 1929 في نيويورك في الولايات المتحدة، وتوفي في 2 أبريل 2009 في داماريسكوتا في الولايات المتحدة بسبب سرطان البروستاتا.